# Merav Michaeli
Merav Michaeli (en hebreo: מרב מיכאלי‎) (24 de noviembre de 1966) es una política, periodista, presentadora de noticias, locutora de radio y activista israelí. Es miembro de la Knesset por el Partido de Laborista desde el 2013. Fue elegida líder del partido en enero del 2021 hasta mayo de 2024.

## Biografía
Merav Michaeli nació en Petah Tikva, es nieta de Rudolf Kastner.
Con anterioridad a entrar en política, fue periodista y columnista de opinión para el diario Haaretz. También impartió clases universitarias, enseñando sobre temas relacionados con feminismo, medios de comunicación, y comunicaciones. En septiembre de 2012 habló en TEDxJaffa sobre el tema de "cambio de paradigma", en el que argumentaba que la sociedad tendría que "cancelar el matrimonio".

## Carrera política
En octubre de 2012 Michaeli anunció que se unía al Partido Laborista, con la intención de ser incluida en la lista Laborista para las elecciones al Parlamento Israelí de 2013. El 29 de noviembre de 2012  obtuvo el quinto escaño en la lista del Partido Laborista, y fue elegida para la Knesset cuando el Partido Laborista obtuvo 15 escaños.
En preparación para las elecciones generales de 2015, el Partido Laborista y Hatnuah formaron la alianza Unión Sionista. Michaeli ganó el noveno puesto en la lista de la Unión Sionista, y fue elegida para la Knesset ya que ganaron 24 escaños. Poco antes del fin de legislatura de la Knesset, La Unión Sionista se disolvió, quedando el Partido Laborista y Hatnuah como partidos separados. Michaeli ocupaba el séptimo puesto en la lista del Partido Laborista para las elecciones de abril de 2019, pero perdió su escaño cuando el Partido Laborista quedó reducido a seis escaños. Aun así, regresó a la Knesset en agosto de 2019 después de que Stav Shaffir dimitiese de la legislatura.
En enero de 2021 fue elegida líder del Partido Laborista de cara a las elecciones parlamentarias de marzo de 2021.

## Vida personal
Su pareja es el productor televisivo, anfitrión y cómico Lior Schleien.